# Azor
Azor (hebr.: אזור; arab. يازور) – samorząd lokalny położony w Dystrykcie Tel Awiwu, w Izraelu.
Leży na równinie Szaron w aglomeracji miejskiej Gusz Dan, w otoczeniu miast Tel Awiw, Ramat Gan, Or Jehuda, Holon i Riszon le-Cijjon, oraz moszawów Gannot i Miszmar ha-Sziwa. Na wschód od miasteczka jest międzynarodowy port lotniczy im. Ben-Guriona.

## Historia
Od początku XX wieku obszar dzisiejszej miejscowości Azor miał duże znaczenie strategiczne, ponieważ przechodziła tędy ważna droga prowadząca z Tel Awiwu do Jerozolimy. Znajdowała się wówczas tutaj arabska wieś o nazwie Yazur, która została zdobyta i zniszczona podczas Wojny o Niepodległość w 1948.
Współczesna osada została założona w 1948 przez żydowskich imigrantów z Węgier, Rumunii, Bułgarii, Polski i Turcji. W 1951 Azor otrzymał status samorządu lokalnego.

## Demografia
Zgodnie z danymi Izraelskiego Centrum Danych Statystycznych w 2008 roku w mieście żyło 10,4 tys. mieszkańców.
Populacja miasta pod względem wieku:
| Wiek (w latach) | Procent populacji w % |
| --------------- | --------------------- |
| 0-4             | 7,2%                  |
| 5-9             | 7,2%                  |
| 10-14           | 7,2%                  |
| 15-19           | 7,2%                  |
| 20-29           | 16,4%                 |
| 30-44           | 20,2%                 |
| 45-59           | 20,1%                 |
| ponad 60        | 14,5%                 |

Źródło danych: Central Bureau of Statistics.
Miasto posiada kilka osiedli mieszkaniowych: Ben Gurion, Shikun Shva'na, Shikun Gag, Itschak Sadeh i Ganei Ezor.

## Edukacja
Ze szkół znajduje się tutaj między innymi Itzchak Rabin Junior High School, Yoseftal School, Maimon School i Ha Shiv'a School. Dodatkowo jest tutaj chasydzkie centrum edukacyjne Chabad Azor.

## Kultura i sport
W miejscowości jest dom kultury, dwie biblioteki miejskie oraz ośrodek sportowy z boiskiem do piłki nożnej, kortami tenisowymi i basenem kąpielowym.

## Gospodarka
W zachodniej części miasta znajduje się niewielka strefa przemysłowa. Z przedsiębiorstw w Azor znajdują się zakłady tekstylne Offis Textile Ltd., w których farbuje się oraz wykończa materiały tkane oraz obicia mebli. Z branży hi-tech działa tutaj między innymi spółka Micronet, dostawca terminali i oprogramowania.

## Komunikacja
Po stronie północno-wschodniej miasteczka przebiega autostrada nr 1  (Tel Awiw-Jerozolima), nie ma jednak bezpośredniego wjazdu na nią. W celu usprawnienia miejskiej komunikacji, nad autostradą poprowadzono wiadukt z lokalną drogą.
Po stronie południowo-wschodniej miasteczka przebiega autostrada nr 4  (Erez-Kefar Rosz ha-Nikra), nie ma jednak bezpośredniego wjazdu na nią.
Przy miasteczku, od strony południowo-zachodniej przebiega droga ekspresowa nr 44  (Holon-Eszta’ol), poprzez którą można wjechać na autostradę nr 4, a następnie na autostradę nr 1. Całość stanowi duży węzeł drogowy z licznymi bezkolizyjnymi zjazdami. Przy tym węźle drogowym, od strony północnej znajduje się moszaw Gannot, a od strony południowej moszaw Miszmar ha-Sziwa.